# Rejoneador
Un rejoneador est un cavalier combattant le taureau avec un rejón, javelot de bois qui a succédé à la lance dans la pratique seigneuriale du combat à cheval du taureau. La corrida de rejón ou corrida équestre porte encore le nom de « caballero en plaza » (synonyme de « torero à cheval »).

## Historique et présentation

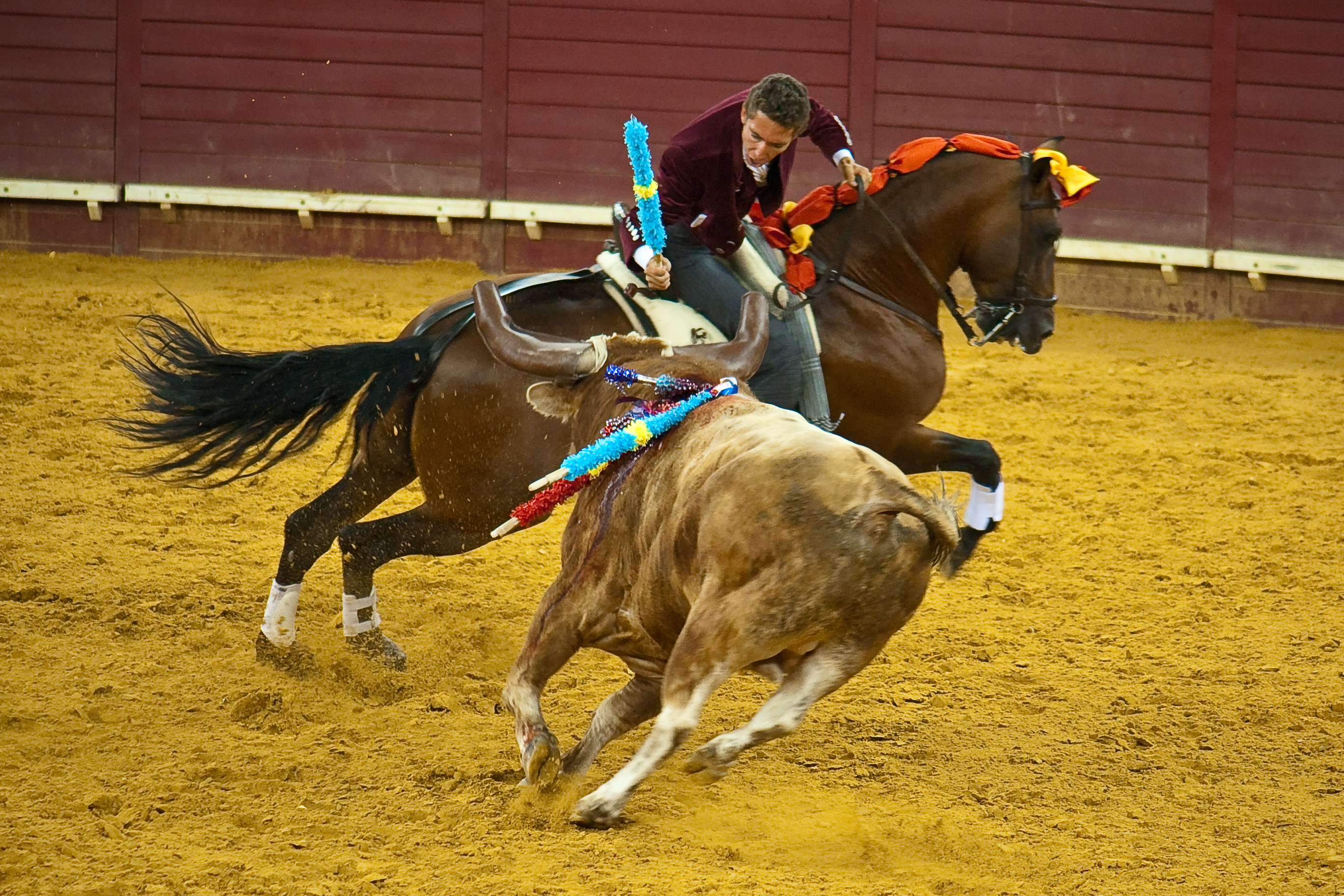
Pose de banderilles par le rejoneador.

À l'origine, le rejoneador était un cavalier non professionnel qui se produisait dans des fêtes royales ou de bienfaisance. Il combattait à la manière des chevaliers du XVIe siècle qui attaquait la bête à la lance lors des chasses. Lorsqu'en Espagne  sous le règne de Philippe V, les cavaliers abandonnèrent le combat de taureau, au Portugal, les « cavaleiros » continuèrent à perfectionner leur art, ils en faisaient l'attraction principale des spectacles taurins dans leur pays. Leur plus célèbre écuyer était le marquis de Marialva.
Les cavaliers portugais entraînent d'abord leurs chevaux devant des taureaux châtrés pour leur faire passer leurs frayeurs. Le rejoneo a été considéré jusqu'en 1921 comme l'exercice national au Portugal.
En Espagne, c'est grâce à Antonio Cañero que le toreo à cheval a été renouvelé dans les années 1921-1924 et a retrouvé une certaine popularité. C'est lui qui a fixé les règles concernant l'habit du cavalier (habit andalou) la pose des banderilles, des rejónes. Le toreo à cheval pratiqué en marge de la corrida formelle pendant longtemps, et ajouté au programme des ferias généralement pour une seule journée a connu cependant un regain d'intérêt à l'arrivée de la « déesse blonde » (Conchita Cintrón) et de la très belle Amina Assís, ainsi que de plusieurs rejoneadors spectaculaires comme  Ginés Cartagena, Andy Cartagena et la dynastie des Domecq : Fermín Bohórquez Domecq, Fermín Bohórquez Escribano, Álvaro Domecq Díez, Álvaro  Domecq Romero, Antonio Domecq, Luis Domecq.
Les grandes familles de la noblesse espagnole (Domecq, notamment) dominent le rejóneo. Ce sont essentiellement des éleveurs de taureaux.
Mais il y a des exceptions à cette règle notamment Ginés Cartagena, qui s'est présenté à Madrid en 1987, avec les frères portugais João et Antonio Ribeiro Telles et l'espagnol Curro Bedoya, n'appartient pas à l'aristocratie taurine. Non plus que Marie Sara, parisienne, issue d'une famille de personnalités du spectacle ou de la radio,,, Sergio Galán, ou José Miguel Callejón.
De grands matadors de taureaux sont également passés de la corrida à pied à la corrida de rejón. Ainsi Carlos Arruza a brillamment terminé sa carrière en torero à cheval. Manolete s'est également essayé à cet exercice. Il est même apparu « en paire » avec Carlos Arruza. Paco Ojeda après avoir abandonné la corrida à pied, revient comme rejoneador en 1996 et il s'impose rapidement comme cavalier, sans toutefois atteindre le niveau d'Ángel Peralta, de Pablo Hermoso de Mendoza ou Andy Cartagena.

« On constate actuellement un regain d'intérêt pour la tauromachie à cheval ; le nombre de jeunes rejoneadors est en augmentation constante, avec notamment l'arrivée de rejoneadoras françaises, mexicaines, espagnoles, portugaises, colombiennes. Ces jeunes femmes sont également des passionnées d'art équestre. Pour n'en citer que quelques-unes : les Françaises Jackie Paloma, Patricia Pellen, la Colombienne Maria Alba, la Mexicaine Paty Gómez Vega, les Espagnoles Julia Calviere, Noelia Mota Joana Andrade, la Portugaise Ana Batista,. »

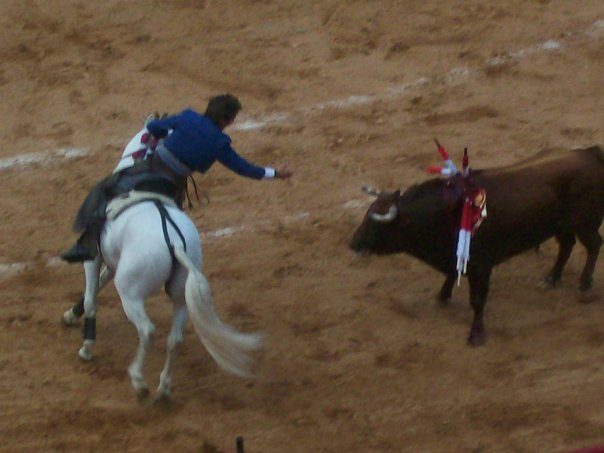
Pablo Hermoso de Mendoza à Arles
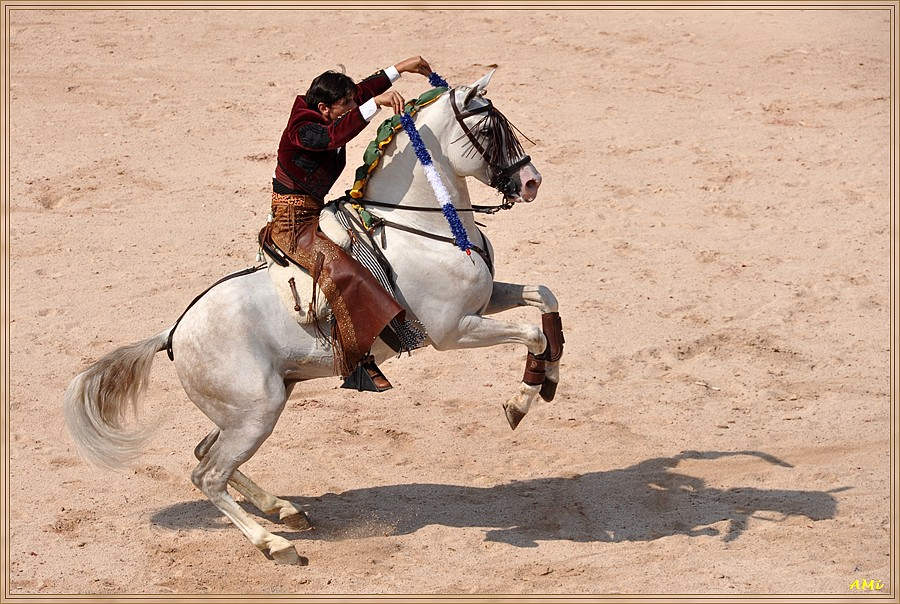
Diego Ventura à Arles lors de la feria du Riz 2009
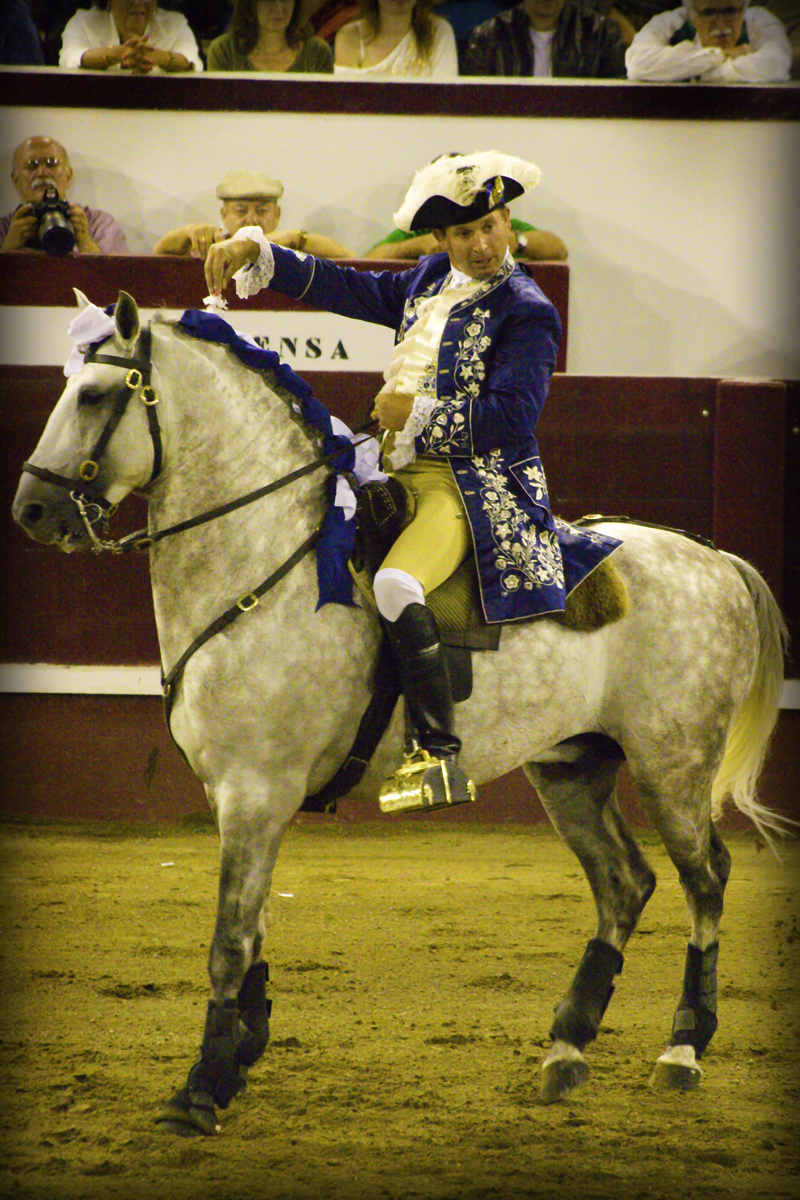
Antonio Telles lors d'une corrida de rejón portugaise
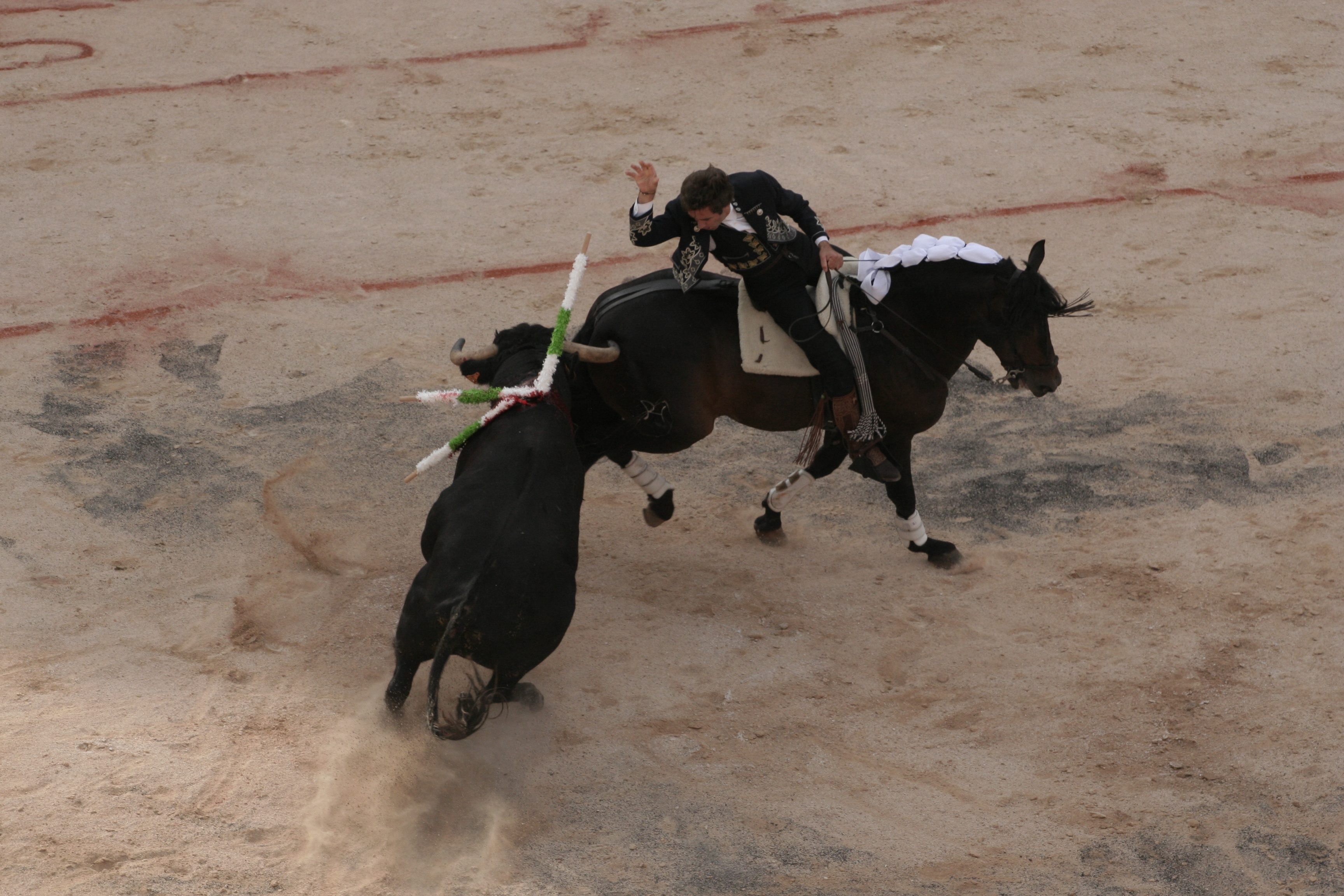
Pablo Hermoso de Mendoza à Arles, pose de La Rose
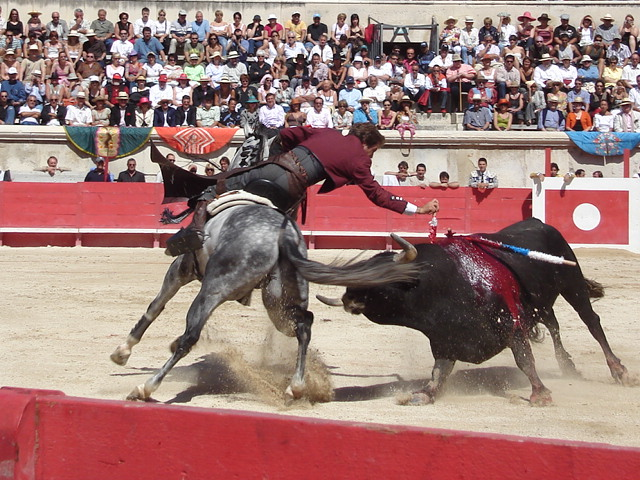
Pose de banderilles courtes
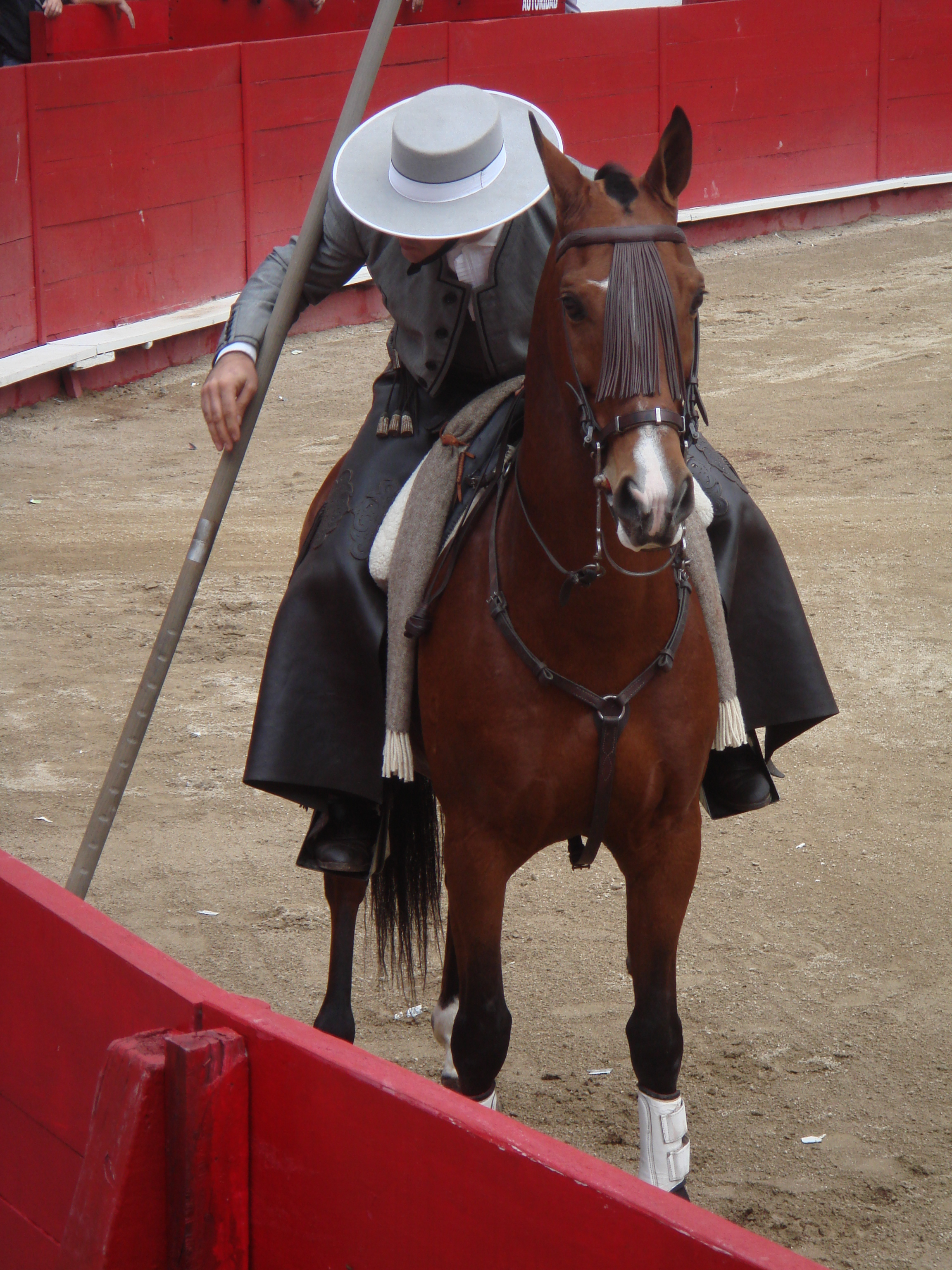
Álvaro Montes reçoit le taureau avec la garrocha
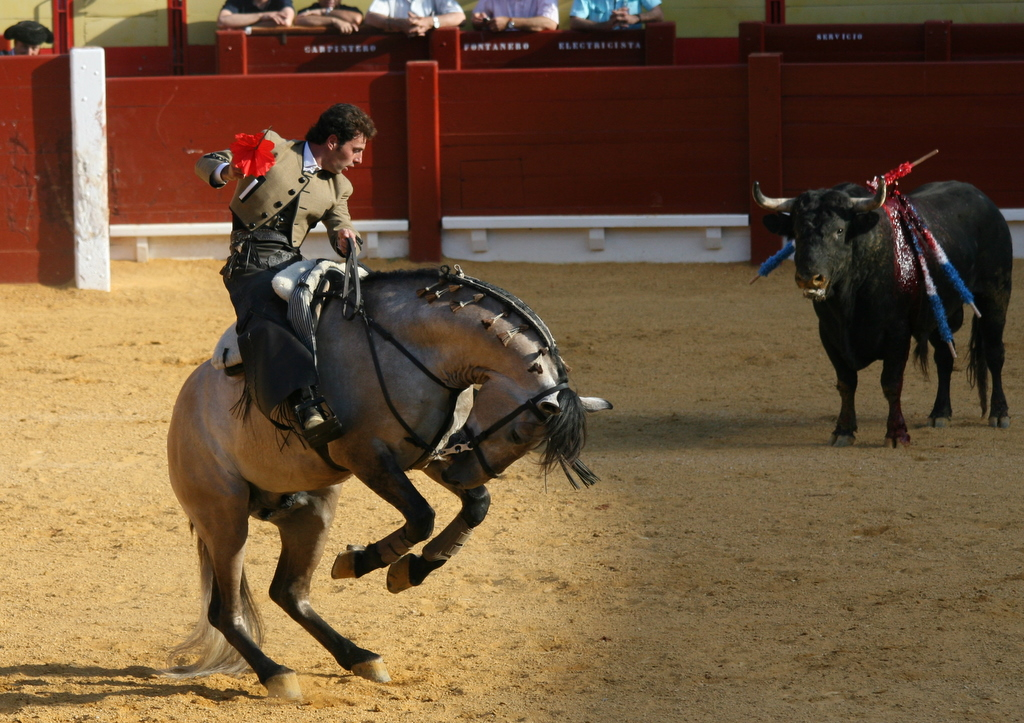
Andy Cartagena en 2008
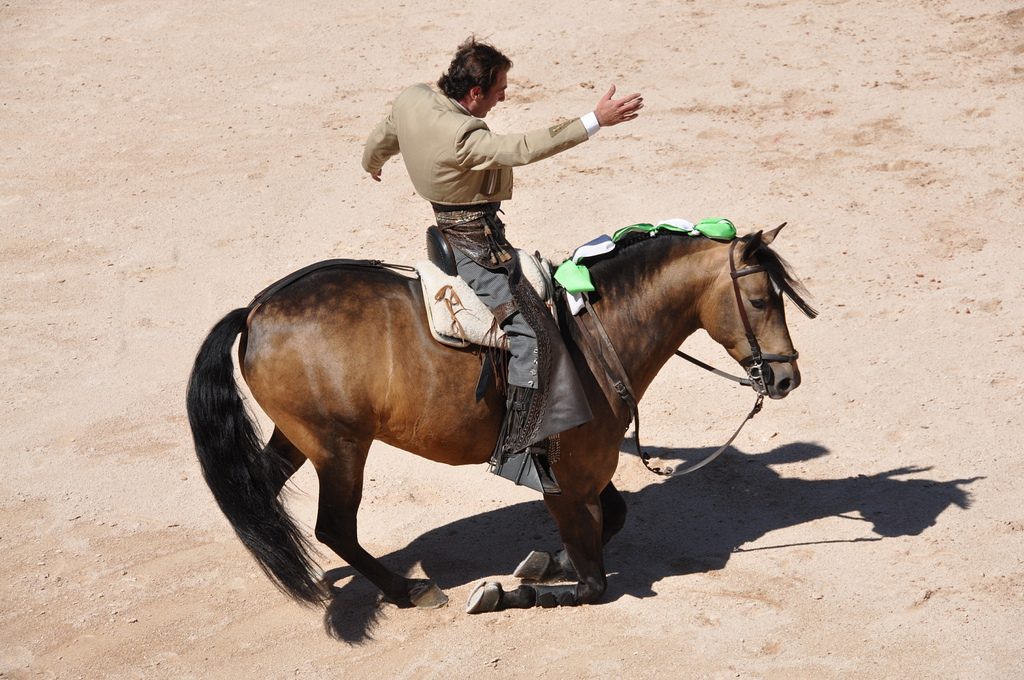
Andy Cartagena à Arles lors de la feria de Pâques 2010